# Бад-Зальцунген
Бад-Зальцунген (нім. Bad Salzungen) — місто в Німеччині, розташоване в землі Тюрингія. Районний центр району Вартбург.
Площа — 39,06 км2. Населення становить 23 013 ос. (станом на 31 грудня 2021).